# Yetter
Yetter és una població dels Estats Units a l'estat d'Iowa. Segons el cens del 2000 tenia 36 habitants.

## Demografia
Segons el cens del 2000, Yetter tenia 36 habitants, 18 habitatges, i 9 famílies. La densitat de població era de 115,8 habitants/km².
Dels 18 habitatges en un 22,2% hi vivien nens de menys de 18 anys, en un 33,3% hi vivien parelles casades, en un 11,1% dones solteres, i en un 50% no eren unitats familiars. En el 44,4% dels habitatges hi vivien persones soles el 27,8% de les quals corresponia a persones de 65 anys o més que vivien soles. El nombre mitjà de persones vivint en cada habitatge era de 2 i el nombre mitjà de persones que vivien en cada família era de 2,78.
Per edats la població es repartia de la següent manera: un 19,4% tenia menys de 18 anys, un 2,8% entre 18 i 24, un 30,6% entre 25 i 44, un 25% de 45 a 60 i un 22,2% 65 anys o més.
L'edat mediana era de 44 anys. Per cada 100 dones de 18 o més anys hi havia 123,1 homes.
La renda mediana per habitatge era de 45.938 $ i la renda mediana per família de 46.250 $. Els homes tenien una renda mediana de 28.500 $ mentre que les dones 11.563 $. La renda per capita de la població era de 21.675 $. Cap de les famílies estaven per davall del llindar de pobresa.

## Poblacions més properes
El següent diagrama mostra les poblacions més properes.